# Lista de viagens presidenciais de Michel Temer

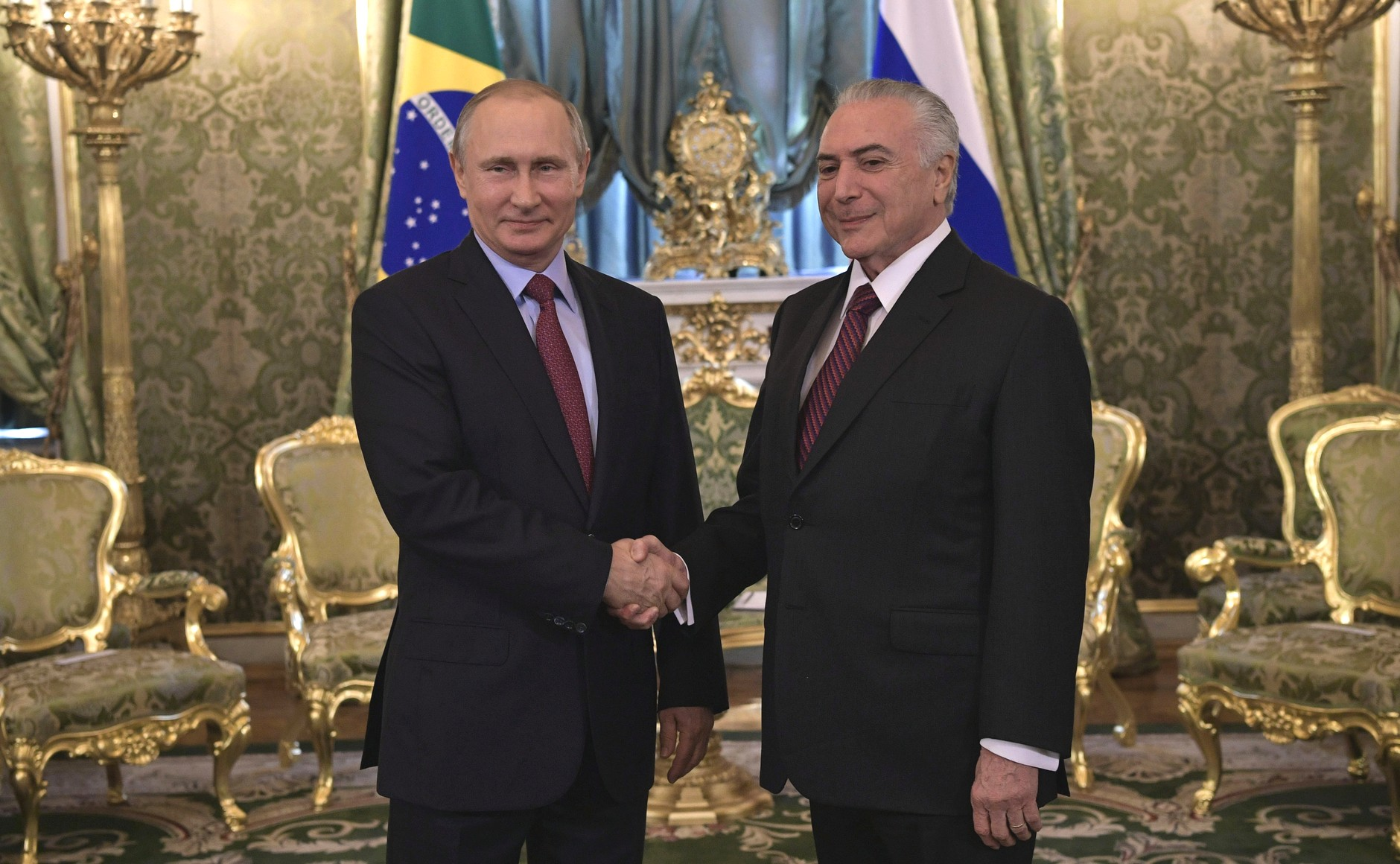
Michel Temer e o Presidente da Rússia Vladimir Putin, em 21 de junho de 2017.

Esta é uma lista de viagens presidenciais de Michel Temer, o 37º Presidente do Brasil, empossado em 31 de agosto de 2016 após o impeachment de Dilma Rousseff. Nesta lista constam as viagens de caráter diplomático realizadas por Michel Temer desde a sua posse, em 31 de agosto de 2016, até o fim do mandato, em 1 de janeiro de 2019.

## Viagens internacionais
O presidente Temer fez 22 viagens oficiais ao exterior para 18 países diferentes.
Uma viagem:
África do Sul, Alemanha, Cabo Verde, Chile, Guatemala, Índia, Japão, México, Noruega, Peru, Rússia, Suíça e Uruguai
Duas viagens:
China e Portugal
Três visitas:
Argentina, Estados Unidos e Paraguai

## 2016

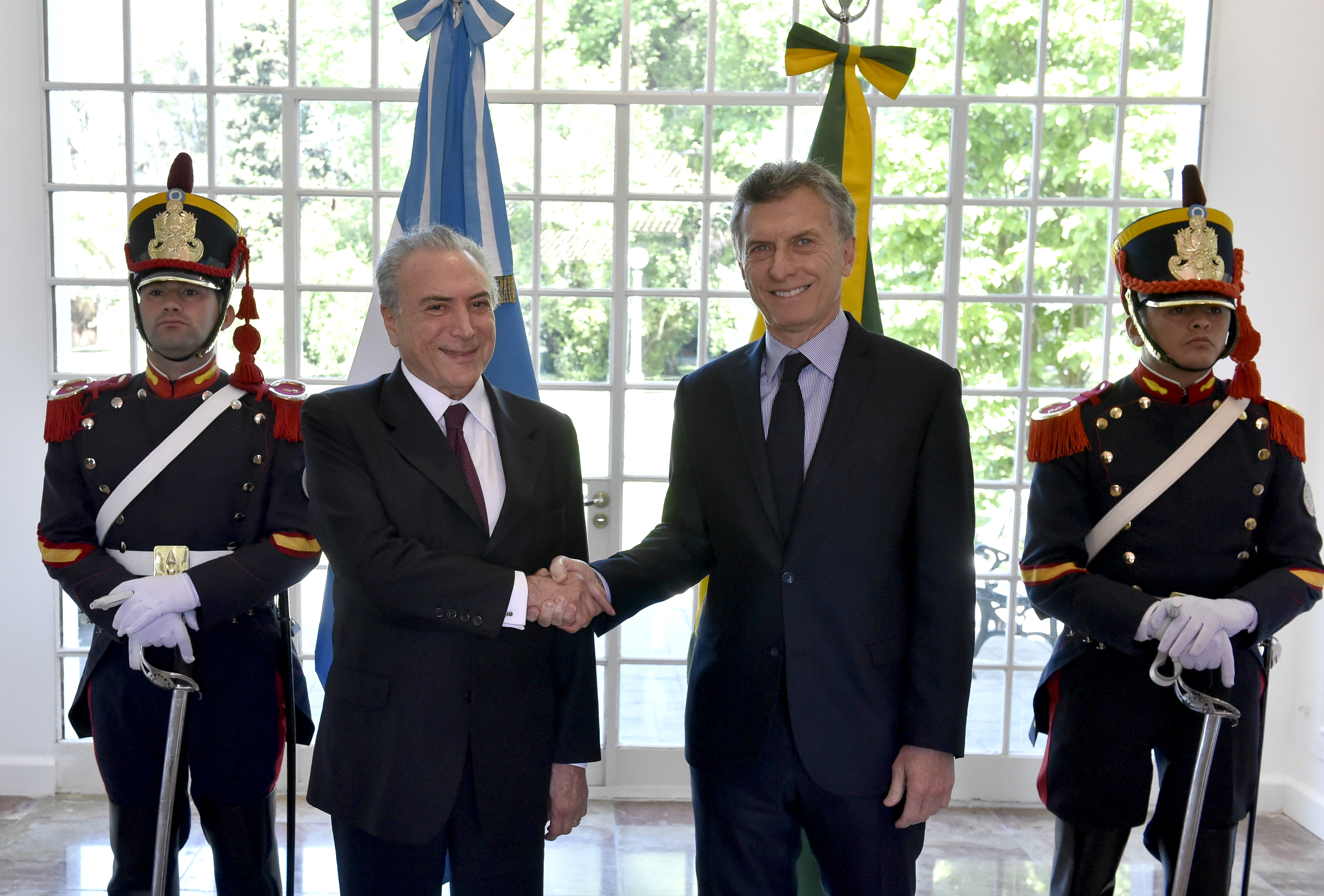
O Presidente Michel Temer e o Presidente da Argentina ,Mauricio Macri, durante visita oficial a Argentina.

|   | País           | Cidade/Região   | Período           | Anfitrião                     | Notas |
| - | -------------- | --------------- | ----------------- | ----------------------------- | --- |
| 1 | China          | Hangzhou Xangai | 2-5 de setembro   | Xi Jinping                    | Em 2 de setembro, Temer realizou sua primeira viagem como Presidente efetivo à China onde foi recebido pelo presidente da República Popular da China, Xi Jinping e participou da cúpula do G20.  |
| 2 | Estados Unidos | Nova Iorque     | 18-21 de setembro | Organização das Nações Unidas | Temer participou do Debate Geral da 71ª Sessão da Assembleia Geral das Nações Unidas. |
| 3 | Argentina      | Buenos Aires    | 3 de outubro      | Mauricio Macri                | Entre os temas discutidos na primeira viagem oficial aos vizinhos da América do Sul estavam a situação fronteiriça dos países, a política interna do Mercosul e acordos internacionais do bloco. |
| 3 | Paraguai       | Assunção        | 3 de outubro      | Horacio Cartes                | Visita relâmpago com o objetivo, segundo o presidente de "intensificar as relações e aumentar o grau de amizade".                                                                                |
| 4 | Índia          | Goa             | 15-17 de outubro  | Narendra Modi                 | Temer participou da Reunião de Chefes de Estado e de Governo do BRICS. |
| 4 | Japão          | Tóquio          | 18-19 de outubro  | Akihito                       | A viagem de Temer ao Japão foi a primeira de um chefe de Estado brasileiro ao país em 11 anos.                                                                                                   |

## 2017

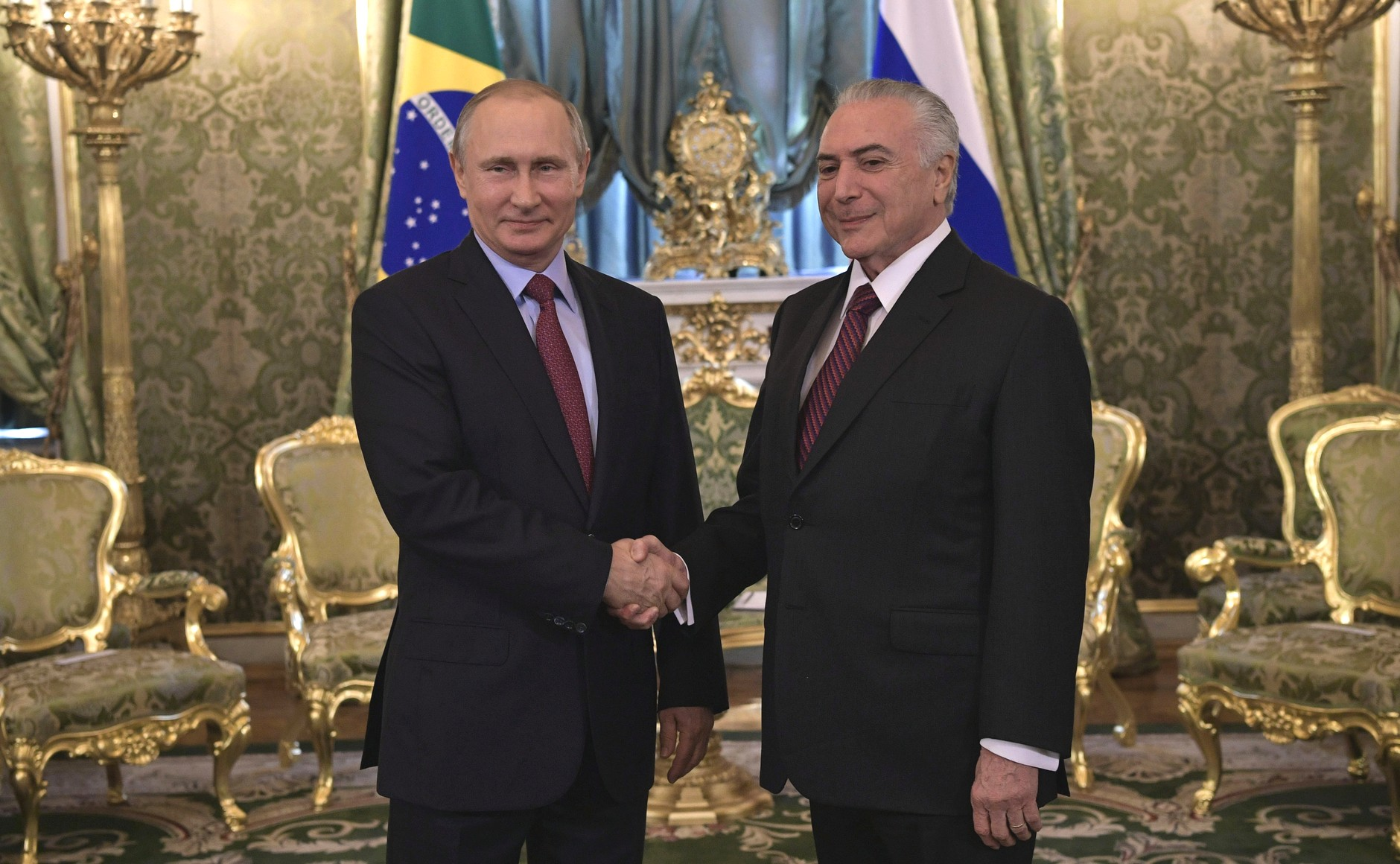
O Presidente Michel Temer e o Presidente da Rússia, Vladimir Putin em 2017.

|    | País           | Cidade/Região | Período                    | Anfitrião                     | Detalhes |
| -- | -------------- | ------------- | -------------------------- | ----------------------------- | --- |
| 5  | Portugal       | Lisboa        | 10 de janeiro              | Marcelo Rebelo de Sousa       | Exéquias do ex-Presidente da República Portuguesa, Mário Soares.                                                                  |
| 6  | Rússia         | Moscou        | 20-22 de junho             | Vladimir Putin                | O presidente e a comitiva brasileira assistiram a uma apresentação do Balé Bolshoi, um dos mais famosos do mundo.                 |
| 6  | Noruega        | Oslo          | 22-23 de junho             | Erna Solberg                  | Michel Temer e a primeira-ministra da Noruega, Erna Solberg, discutiram comércio e meio ambiente.                                 |
| 7  | Alemanha       | Berlim        | 7-8 de julho               | Angela Merkel                 | Presidente participu de reunião dos Chefes de Estado e de Governo do BRICS e sessão de trabalho da Cúpula do G20.                 |
| 8  | Argentina      | Mendonza      | 21 de julho                | Mauricio Macri                | Temer participou da 50ª Reunião do Conselho do Mercado Comum e Cúpula do Mercosul e Estados Associados, em Mendoza, na Argentina. |
| 9  | Portugal       | Lisboa        | 29-30 de agosto            | Marcelo Rebelo de Sousa       | Encontro com o Presidente da República Portuguesa, Marcelo Rebelo de Sousa.                                                       |
| 9  | China          | Pequim Xiamei | 31 de agosto-4 de setembro | Xi Jinping                    | Temer participou da 50ª Reunião do Conselho do Mercado Comum e Cúpula do Brics e falou com empresários do Brics.                  |
| 10 | Estados Unidos | Nova Iorque   | 18-21 de setembro          | Organização das Nações Unidas | Temer participou do Debate Geral da 72ª Sessão da Assembleia Geral das Nações Unidas.                                             |
| 11 | Argentina      | Buenos Aires  | 10 de dezembro             | Mauricio Macri                | Sessão de Abertura da XI Reunião Ministerial da Organização Mundial do Comércio.                                                  |

## 2018

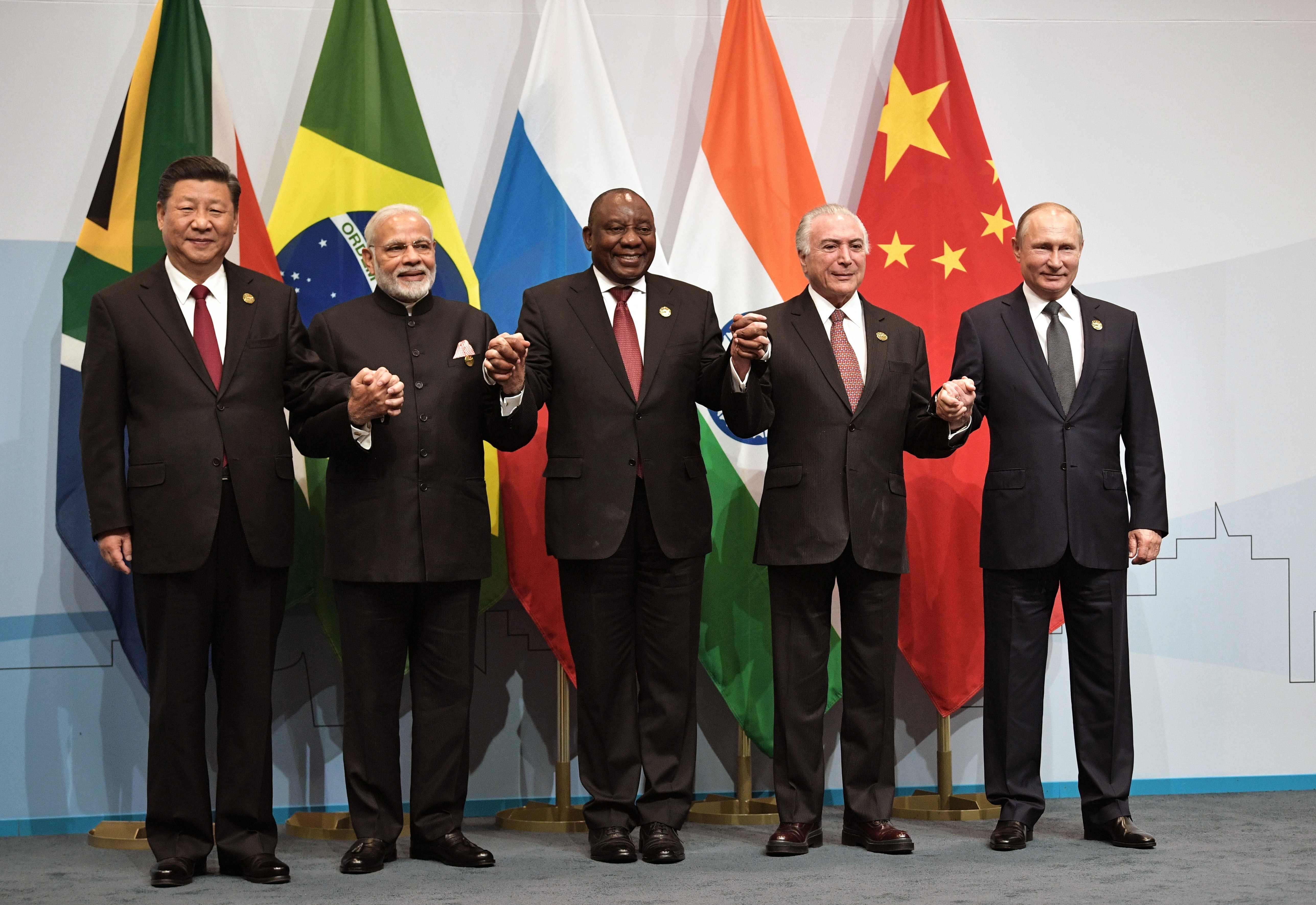
O Presidente Michel Temer, na Décima Cúpula do BRICS na África do Sul, em 2018.

|    | País           | Cidade/Região   | Período                | Anfitrião                     | Notas |
| -- | -------------- | --------------- | ---------------------- | ----------------------------- | --- |
| 12 | Suíça          | Davos           | 22-25 de janeiro       | Fórum Econômico Mundial       | Discurso na Sessão Plenária do Fórum Econômico Mundial. |
| 13 | Chile          | Valparaíso      | 11 de março            | Sebastián Piñera              | O presidente esteve presente na cerimônia de posse de Piñera. Fez encontros bilaterais com Mauricio Macri, Presidente da Argentina e com Pedro Pablo Kuczynski, Presidente do Peru, para conversar sobre Mercosul e Aliança do Pacífico. |
| 14 | Peru           | Lima            | 13-14 de abril         | Martín Vizcarra               | O presidente foi a Lima onde reuniu-se com os outros presidentes da América Latina para a 8ª Cúpula das Américas. |
| 15 | Paraguai       | Assunção        | 18 de junho            | Horacio Cartes                | Sessão Plenária dos Presidentes dos Estados Partes do Mercosul, Estados Associados e Convidados Especiais. |
| 16 | Cabo Verde     | Ilha do Sal     | 17-18 de julho         | Jorge Carlos Fonseca          | Conferência de Chefes de Estado e de Governo da CPLP. |
| 17 | México         | Puerto Vallarta | 23-24 de julho         | Enrique Peña Nieto            | Reunião dos Chefes de Estado do Mercosul e da Aliança do Pacífico. |
| 18 | África do Sul  | Joanesburgo     | 25-27 de julho         | Cyril Ramaphosa               | Esteve presente na 10.ª Cúpula de Chefes de Estado e de Governo do BRICS. |
| 19 | Paraguai       | Assunção        | 15 de agosto           | Mario Abdo Benítez            | Participou da cerimônia de posse do novo Presidente do Paraguai. |
| 20 | Estados Unidos | Nova Iorque     | 23-25 de setembro      | Organização das Nações Unidas | Temer participou do Debate Geral da 73ª Sessão da Assembleia Geral das Nações Unidas. |
| 21 | Guatemala      | Antigua         | 15-16 de novembro      | Jimmy Morales                 | O presidente participou da cúpula da OEI. |
| 22 | Uruguai        | Montevidéu      | 18 de dezembro de 2018 | Tabaré Vázquez                | Participou da cúpula do Mercosul. Encontro com os presidentes Tabaré Vázquez, Mauricio Macri e Mario Abdo Benítez. |

## Eventos multilaterais
| Organização | Ano                                    | Ano                         | Ano                                        |
| Organização | 2016                                   | 2017                        | 2018                                       |
| ----------- | -------------------------------------- | --------------------------- | ------------------------------------------ |
| ONU         | 20 de setembro, Nova Iorque            | 19 de setembro, Nova Iorque | 25 de setembro, Nova Iorque                |
| G20         | 4–5 de setembro, Hangzhou              | 7–8 de julho, Hamburgo      | 30 de novembro–1 de dezembro, Buenos Aires |
| OEA         | Nenhum                                 | Nenhum                      | 10–14 de abril, Lima                       |
| Mercosul    | Cancelado                              | 21 de julho, Mendonza       | 18 de junho, Assunção                      |
| Mercosul    | Cancelado                              | 21 de dezembro, Brasília    | 18 de dezembro, Montevidéu                 |
| OEI         | 28–29 de outubro, Cartagena das Índias | Nenhum                      | 15–16 de novembro, Antigua                 |
| BRICS       | 15–16 de outubro, Goa                  | 5–7 de setembro, Xiamen     | 25–27 de julho, Joanesburgo                |
| CPLP        | 17–18 de julho, Brasília               | Nenhum                      | 17–18 de julho, Ilha do Sal                |
| FEM         | 20–23 de janeiro, Davos                | 17–20 de janeiro, Davos     | 23–25 de janeiro, Davos                    |